# Castelo Inverugie

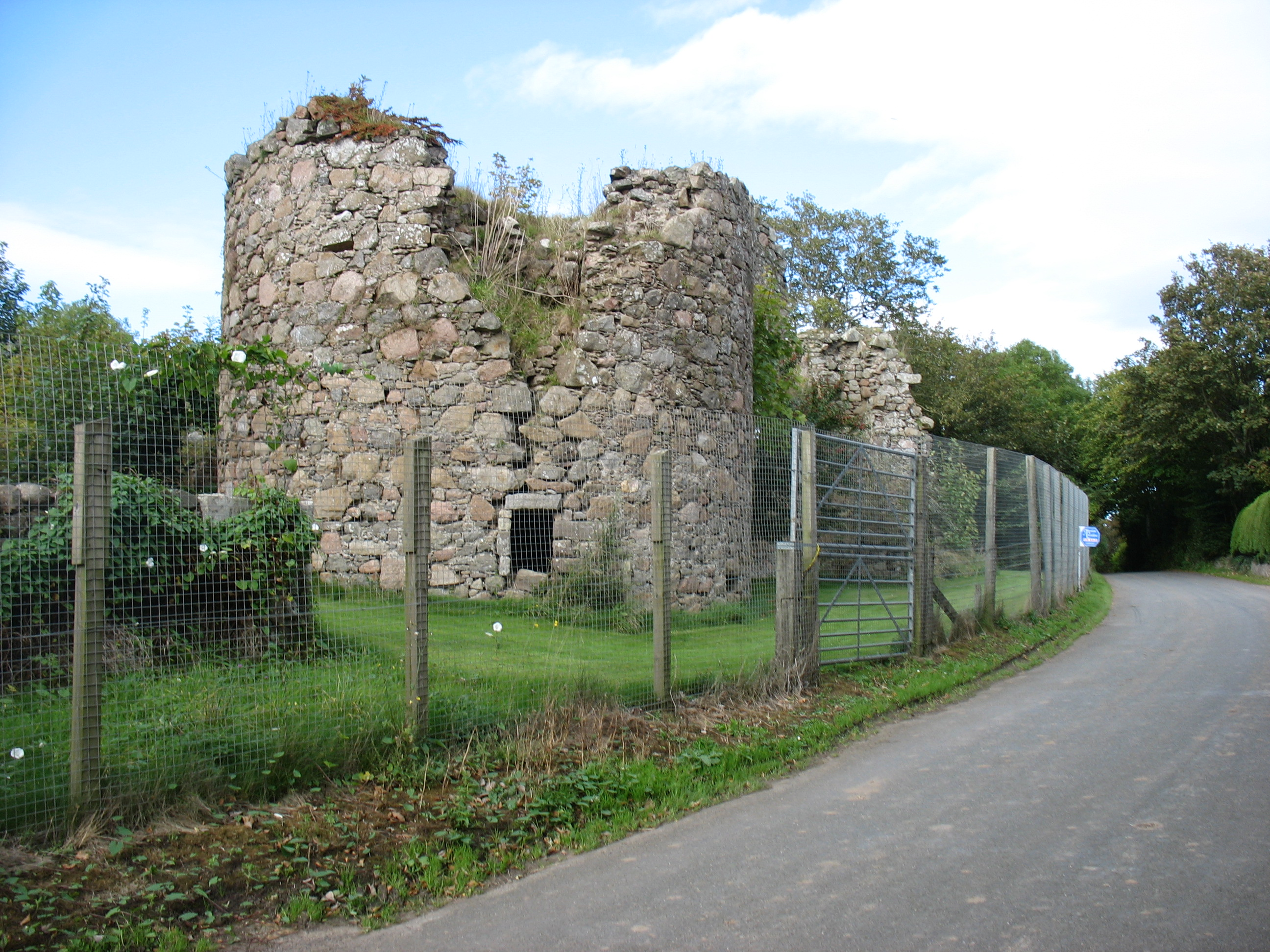
Ruinas do Castelo Inverugie

O Castelo Inverugie (em inglês:  Inverugie Castle) é um castelo do século XVI ou século XVII atualmente em ruínas localizado em St. Fergus, Aberdeenshire, Escócia.

## História
Construído por George, 5º Conde de Marischal, que morreu em 1623, tendo o trabalho continuado por William de  Marischal, que lhe sucedeu em 1635 e morreu em 1671. Confiscado em 1745. Comprado pela família Ferguson de Pitfour em 1764. Posteriormente foi reparado em 1795 por James Ferguson M.P. de Pitfour, que morreu a 1820, mas foi desmantelado pelo Almirante Ferguson em 1837.
Construído provavelmente no final do século XVI ou início do século XVII. Ficou parcialmente demolido em 1899.
Encontra-se classificado na categoria "B" do "listed building" desde 16 de abril de 1971.

## Estrutura
Possui uma entrada principal em arcada, junto à torre sul, datada de 1670, que leva a um pequeno pátio e por detrás deste um pend que leva a outro pátio maior, rodeado pela estrutura de dois pisos. Uma das torres é conhecida como Torre Cheyne, sendo datada dos séculos XIII ou XIV, mas não há nenhuma parte do edifício referente a esse período.